# Église Saint-Paul de Vivy
L'église Saint-Paul est l'église catholique de la commune de Vivy dans le  Maine-et-Loire en Anjou. Dédiée à l'apôtre Paul, elle dépend du diocèse d'Angers et de la paroisse Sainte-Thérèse-en-Haute-Vallée.

## Histoire et description
Le bourg du Vieux-Vivy, construit au bord de l'Authion et peu à peu abandonné, se déplace vers le hameau des Deux-Sœurs dans les années 1830, donnant naissance à un nouveau village. L'église y est construite à partir de 1846 selon les plans de l'architecte saumurois Charles Joly-Leterme, maître d'œuvre du théâtre de Saumur. L'ancienne église du Vieux-Vivy construite en 1722 à l'emplacement d'une première église est abandonnée et ses pierres servent à la construction de la nouvelle église, de style néo-roman.

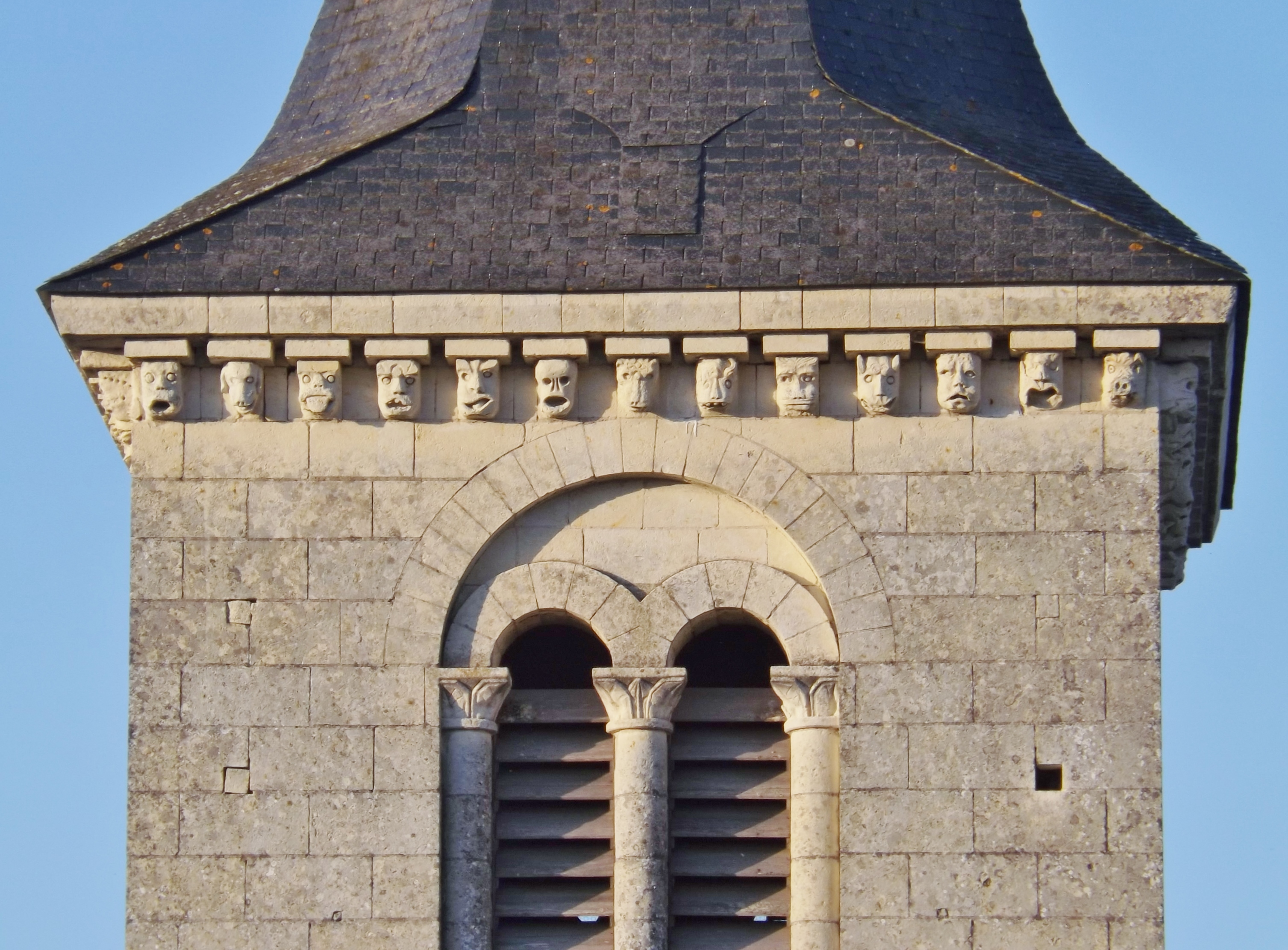
Modillons sous la toiture du clocher.

L'église se présente selon un plan de croix latine avec un petit clocher surplombant la façade. Le clocher est orné sur la corniche d'une ligne de modillons représentant des figures grotesques.
À l'intérieur, les vitraux d'une facture exceptionnelle sont issus de la maison Fournier et Clément de Tours et ont été réalisés entre 1879 et 1881. Ils sont caractérisés entre autres par des grisailles et l'emploi d'émaux. Les vitraux de La Pêche miraculeuse et du Couronnement de la Vierge sont directement inspirés des œuvres homonymes de Raphaël.